# Kommunistische Partei Thailands
Die Kommunistische Partei Thailands (KPT, พรรคคอมมิวนิสต์แห่งประเทศไทย, RTGS: Phak Khommionit haeng Prathet Thai, abgekürzt พคท.) war eine marxistisch-leninistische Partei in Thailand, die zwischen 1942 und den frühen neunziger Jahren aktiv, aber nur während einer Periode von drei Jahren (1946 bis 1948) legal war. In ihrer Hochzeit war die Partei nach der vietnamesischen die zweitgrößte kommunistische Partei in Südostasien. Zu dieser Zeit agierte die Partei in Teilen von Nord-, Süd- und Nordostthailand wie ein Staat im Staate.

Flagge der Kommunistischen Partei von Thailand, die identisch mit der Flagge der chinesischen Kommunistischen Partei ist

## Gründung und Anfangsjahre (1940er und 1950er Jahre)
Die Partei wurde am 1. Dezember 1942 als Kommunistische Partei von Siam gegründet, doch begannen kommunistische Aktivitäten bereits 1927. Schon 1933 setzte die Regierung ein Gesetz gegen kommunistische Umtriebe in Kraft, das sich jedoch weniger gegen die damals kaum vorhandenen eigentlichen Kommunisten, als vielmehr gegen progressive Tendenzen innerhalb der Volkspartei richtete, die ebenfalls unter den Verdacht des Kommunismus gesetzt wurden. Anfangs unter Intellektuellen und im Beamtenapparat, insbesondere unter den Chinesischstämmigen, in Bangkok verbreitet, wuchs die Zahl der Mitglieder der Partei langsam an. Das geheime Hauptquartier befand sich in einem traditionellen thailändischem Holzhaus an der Si-Phraya-Straße in Bangkok. Während des Zweiten Weltkriegs leistete die KPT entschiedenen Widerstand gegen die faktische Besetzung Thailands durch japanische Truppen und die Kollaboration der thailändischen Regierung mit diesen. Kommunistische Gruppen unternahmen einerseits soziale Hilfsaktionen für Arbeiter, andererseits Störungs- und Sabotageakte.
Die KP hatte teilweise gute Verbindungen zur ebenfalls anti-japanischen Seri-Thai-Bewegung, die nach dem Rücktritt des pro-japanischen Feldmarschalls Phibunsongkhram regierte und sie legalisierte. Ihre Wochenzeitung Mahachon („Die Massen“), die ab 1942 im Untergrund zirkulierte, konnte ab 1944 offen erscheinen. Das Anti-Kommunisten-Gesetz wurde 1946 offiziell aufgehoben. Die Partei schwor dem revolutionären Kampf zunächst ab und beschloss, durch Wahlen und Gewerkschaften zu arbeiten. Sie half bei der Gründung der Vereinigung der Vereinten Arbeiter Thailands, organisierte während der wirtschaftlich schwierigen Nachkriegszeit zwei Streiks von Reismühlen-Arbeitern, sowie große Demonstrationen am Ersten Mai 1946 und 1947. Nach dem Putsch 1947 wurde sie jedoch wieder verboten.
Unter dem Einfluss von thailändischen Kommunisten, die im Chinesischen Bürgerkrieg gekämpft hatten und nun zurückkehrten, nahm sie ab 1947 die maoistische Strategie einer vom Lande ausgehenden Revolution an. Nach britischen Geheimdienstinformationen waren 1948 deutlich weniger als 3.000 Mitglieder landesweit zu verzeichnen. Im Februar 1951 nahm die KPT am 2. Internationalen Kongress der Kommunistischen Partei Vietnams in Tuyen Quang teil. Das Regime ging zunehmend repressiv gegen die Kommunisten vor. Im Februar 1952 wurden zahlreiche Aktivisten verhaftet. Ein Großteil der übrigen floh nach China, wo sie am Marxistisch-Leninistischen Institut in Peking ausgebildet wurden. Bis zu ihrer Rückkehr nach Thailand fünf Jahre später, kam die Aktivität der KPT nahezu zum Erliegen.

## Der Volkskrieg (1960er Jahre)
Während der ersten Hochphase des Kalten Krieges nahm die KPT an einem Internationalen Treffen der Kommunistischen und Arbeiterparteien in Moskau teil, doch während des folgenden Auseinanderdriftens der Sowjetunion und Chinas hielt sie sich an China und folgte ideologisch dem Maoismus. Dies zeigte sich in der Glückwunschadresse an die Volksrepublik China anlässlich ihres 15-jährigen Bestehens. 1961 bestätigte die KPT auf ihrem 3. Kongress ihre maoistisch beeinflusste „ländliche Strategie“. Sie hatte vor, die Städte vom Land aus „einzukreisen“ und verschrieb sich dem bewaffneten Kampf gegen den Staat. Die KPT konnte zunehmend von der Frustration städtischer Intellektueller angesichts der rigiden Militärherrschaft von Feldmarschall Sarit Thanarat, von den Ängsten der Bauern vor der verstärkten Marktwirtschaft und von dem Widerstand der Menschen in den Randregionen Thailands gegen die erzwungene sprachliche und kulturelle Zentralisierung (Thaiisierung) profitieren. Sie verlegte ihr Hauptquartier von Bangkok in die dichten Wälder der Phu-Phan-Berge im Nordosten Thailands. Die Tochter des hingerichteten nordostthailändischen Bauernführers Khrong Chandawong übernahm hier eine führende Rolle. Weitere Zentren der dezentralen Aktionen der KPT wurden die Provinzen im äußersten Süden, wo sich die KPT mit den separatistischen Bestrebungen der muslimischen Malaien verband, und der gebirgige Norden, wo sie um die Unterstützung der sogenannten Bergvölker Hmong, Yao und Lawa warb. Im März 1962 eröffnete die KPT einen Radiosender namens Stimme des Volkes von Thailand, der von Kunming in der südchinesischen Provinz Yunnan aus sendete.
Ab 1961 hatte die thailändische Regierung unter Feldmarschall Sarit Thanarat bzw. Thanom Kittikachorn den Streitkräften der Vereinigten Staaten die Stationierung von Truppen und die Nutzung von Luftwaffenbasen für ihren Krieg gegen Nordvietnam und den Vietcong gestattet. 1964 bildete sich die Thailändische Unabhängigkeitsbewegung, 1965 die Patriotische Front von Thailand. Diese sprachen im Sinne einer Volksfrontstrategie Thailänder an, die nicht ausdrücklich kommunistisch, aber patriotisch und an nationaler Unabhängigkeit interessiert und deshalb gegen den amerikanischen Einfluss auf Thailand waren. Beide wurden jedoch von thailändischen Kommunisten geführt, die im Exil in China lebten. Die Front sollte mit Kommunistischer Partei und Volksbefreiungsarmee ein organisatorisches Dreieck bilden. Sie wurde von China und Nordvietnam unterstützt, gewissermaßen als Gegenschlag gegen die Unterstützung der thailändischen Regierung für die amerikanischen Angriffe auf Vietnam. Die Regierung reagierte Ende 1965 mit der Gründung des Kommandos für Operationen zur Kommunistenbekämpfung (CSOC; später in Kommando für Operationen der Inneren Sicherheit, ISOC, umbenannt). Dieses war dem Militär zugeordnet, beschäftigte aber auch Zivilisten. Es setzte neben militärischen auch politische Maßnahmen wie die Bekämpfung der Armut im Nordosten und antikommunistische Propaganda ein, um die Anziehungskraft der KPT auf die Landbevölkerung zu minimieren.
Im August 1965 begannen bewaffnete Zusammenstöße, nachdem die Partei über den Sender Stimme des Volkes von Thailand eine „Ära des bewaffneten Kampfes“ ausgerufen hatte. Die Kämpfe begannen im Amphoe Na Kae, Provinz Nakhon Phanom, Schätzungen zufolge mit einer Streitmacht von etwa 1.200 Kämpfern. Einzelne radikale Intellektuelle schlossen sich der KPT an, zum Beispiel Jit Phumisak. Er schrieb aufrüttelnde Gedichte und Lieder, die die Dorfbewohner aufforderten, sich dem Kampf gegen soziale Ungerechtigkeit und Unterdrückung anzuschließen und seinen Kampfgenossen Mut gaben. 1966 wurde er, vermutlich von Polizisten, erschossen. Seine Schriften und Lieder wurden zu wichtigen Symbolen für die thailändische Linke. Die zunehmende Präsenz US-amerikanischer Truppen in Thailand förderte die Entwicklung der Kommunistischen Partei im Lande, deren Vertreter auf dem Standpunkt standen, dass Thailand unter der direkten Kontrolle der USA standen und damit kolonialisiert waren; man sprach von "Neo-Kolonialismus". Im Sinne dieser Logik nahm die KPT deshalb den Kampf für nationale Unabhängigkeit auf. Im Jahre 1968 wurde dieser Standpunkt jedoch von den Maoisten in der Partei insofern zurechtgerückt, die von Thailand als einem halbkolonialen Land sprachen.
1969 wurde das Oberkommando der Volksbefreiungsarmee Thailands ins Leben gerufen, was eine neue Phase im internen Guerillakrieg darstellte. In der Folge begannen bewaffnete Kämpfe in verschiedenen Gebieten von Nord-Thailand. Gleichzeitig formierten sich Streitkräfte im Süden, an der Grenze zu Malaysia, wo Gleichgesinnte aus der Kommunistischen Partei von Malaysia bereits agierten. Im Juli 1969 wurden neun Mitglieder der KPT verhaftet, darunter ein hoher Funktionär des Zentralkomitees. Die thailändische Regierung feierte die Verhaftungen als wichtigen Sieg über den Kommunismus.

## Blütezeit
Seit 1970 erhielt die Volksbefreiungsarmee Thailands beträchtliche logistische Hilfe aus China und Nordvietnam, woraufhin die Armee ihre Operationen ausweiten konnte, unter anderem wurden US-amerikanische Bomberbasen angegriffen.
Nach einer kurzen Zeit allgemeiner Meinungsfreiheit in Thailand drängte die Militärführung zurück an die Macht, was am 6. Oktober 1976 zu einem Massaker an demonstrierenden Studenten der Thammasat-Universität und am Sanam Luang in Bangkok führte. Im Anschluss daran verzeichnete die KPT vermehrten Zulauf, meist von Studenten, Arbeitern, Intellektuellen und Bauern. Viele der neuen Mitglieder erhielten politische und militärische Instruktionen durch Thais, Laoten und Vietnamesen in Lagern der Volksbefreiungsarmee in Laos. Vielen der an das angenehmere Stadtleben gewöhnten Studenten und Arbeiter fiel das harte Leben im Dschungel schwer, so dass die Armeeführung der Volksbefreiungsarmee dazu überging, die Rekruten in Dörfern unterzubringen. In Gruppen von fünf bis zehn Menschen wohnten sie in den etwa 250 "befreiten Dörfern" des Landes.
Um 1977 hatte die Volksbefreiungsarmee etwa 6.000 bis 8.000 bewaffnete Kämpfer und die Partei geschätzte eine Million Sympathisanten. Offiziellen Angaben zufolge war die Hälfte aller Provinzen kommunistisch infiltriert. Im Februar 1977 schossen kommunistische Kämpfer in der südthailändischen Provinz Surat Thani einen Hubschrauber der thailändischen Armee ab. An Bord befand sich Prinzessin Vibhavadi Rangsit, eine Vertraute des Königs und der Königin, die sich für die Entwicklung der Provinzen im äußersten Süden engagierte. Die Prinzessin befand sich auf einem Besuchsreise von Stützpunkten der Border Patrol Police. Der Hubschrauber wollte gerade zwei durch Minen verwundete Polizisten aufnehmen, als er von einem Maschinengewehr getroffen wurde. Die Prinzessin hatte einen Funkruf mitgehört und den Piloten befohlen die Verwundeten auszufliegen. Die Prinzessin starb wenige Stunden später an inneren Verletzungen. Der Eintritt linksgerichteter Intellektueller verbesserte die Möglichkeiten der KPT, Einfluss auf weitere Schichten der thailändischen Gesellschaft zu nehmen. Am 7. Mai 1977 erklärte die Sozialistische Partei von Thailand ihren Eintritt in den bewaffneten Kampf an der Seite der KPT. Am 2. Juli formierten sich beide Parteien zu einer Vereinigten Front.

## Neue Allianzen
Die weitere Entwicklung der Kommunistischen Partei Thailands wurde durch die globalen politischen Prozesse im Anschluss an den umwälzenden China-Besuch von US-Präsident Richard Nixon 1972 und dem Ende des Vietnamkrieges bestimmt. Da die Partei abhängig von der Unterstützung aus benachbarten Staaten und befreundeten kommunistischen Organisationen war, wirkte sich jede Änderung der Beziehungen direkt auf die KPT aus. Als sich die internationalen Beziehungen veränderten, fand sich die KPT binnen Kürze in einer isolierten Position wieder.
Im Herbst 1978 entstanden aufgrund des Bruchs zwischen der Sowjetunion und der Volksrepublik China bewaffnete Auseinandersetzungen in Südostasien: zwischen Kambodscha und Vietnam, die beide wichtige Unterstützer der KPT waren, brach ein Krieg aus. Laos, das für die Volksbefreiungsarmee Thailands so überaus wichtig war, ging an die Seite Vietnams, während sich die KPT neutral verhielt. In der Folge wies die laotische Regierung die Angehörigen der Volksbefreiungsarmee und der KPT aus Laos aus, was dem militärischen Arm der KPT das Rückgrat brach. Am 22. Oktober 1979 gründete Bunyen Worthong zusammen mit anderen Studentenführers und Intellektuellen in Vientiane die Thai Isan Liberation Army, allgemein als Pak Mai (Neue Partei) bekannt. Pak Mai vertrat vietnamesisch-laotische Positionen und agierte von laotischem Boden aus. Bereits Mitte 1979 hatte die KPT den Einmarsch vietnamesischer Truppen in Kambodscha verurteilt.
Die vom Ministerpräsidenten General Kriangsak Chomanan betriebene Annäherung von Thailand und der Volksrepublik China führte zu verbesserten Handelsbeziehungen. Der gemeinsame Feind der Regierungen war nun das pro-sowjetische Vietnam, und die logistische Unterstützung Chinas für die KPT ging dramatisch zurück. Die Kommunistische Partei Chinas riet der KPT, ihren revolutionären Tonfall zu dämpfen. Der KPT-Radiosender Stimme des Volkes von Thailand sendete am 11. Juli 1979 zum letzten Mal.

## Niedergang (1980er Jahre)
Seit 1980 arbeitete die thailändische Regierung unter General Prem Tinsulanonda an der Zerschlagung der KPT auf friedlichem Wege. Im Kabinettsbeschluss 66/2523 wurden die Kader der KPT aufgefordert, sich von der Partei loszusagen. Ihnen wurde Amnestie versprochen. Im März 1981 brach die Sozialistische Partei Thailands mit der KPT und beendete die Vereinte Front aufgrund des „Einflusses fremder Mächte“ auf die KPT. Die Führung der KPT schlug daraufhin Friedensgespräche mit der thailändischen Regierung vor, die vorher allerdings auf der Demobilisierung der bewaffneten Kämpfer bestand. Der Direktor der Operationsabteilung der thailändischen Armee, Generalmajor Chavalit Yongchaiyudh, erklärte am 25. Oktober 1981, dass sich der Krieg gegen den bewaffneten Arm der KPT seinem Ende näherte, da nun alle größeren Basen der Volksbefreiungsarmee im Norden und Nordosten des Landes zerstört wären.
1982 bot die thailändische Regierung unter General Prem den Kämpfern der KPT und der Volksbefreiungsarmee Amnestie an (Kabinettsbeschluss 65/2525). In der Folge wandten sich viele Kader von der KPT ab, so dass ihr militärisches Potential entscheidend geschwächt war. Meist waren es die nach dem Massaker 1976 zur KPT gestoßenen Studenten und Intellektuellen, die sich mit der maoistischen Ideologie der KPT nicht mehr einverstanden erklärten, da Thailand als aufkommendes Industrieland andere Lösungen verlangte als den Kampf der Bauern. Nachdem zwei führende Köpfe der Partei, Damri Ruangsutham und Surachai Sae Dan verhaftet worden waren, versank die KPT in der Bedeutungslosigkeit. Sie ist bis heute verboten.

## Parteiorganisation
In den siebziger Jahren wurde die Kommunistische Partei Thailands von einem siebenköpfigen Politbüro geführt, das vom Zentralkomitee gewählt, welches wiederum 25 Mitglieder zählte. Weitere Komitees der KPT folgten der Verwaltungsstruktur Thailands, mit Komitees auf Provinz-, Amphoe- und Tambon-Ebene.
Über die Führungspersonen selbst ist nur wenig bekannt, da diese der Geheimhaltung unterlagen. Ein 1977 verfasstes kambodschanisches Dokument nennt als Anführer „Khamtan“ (Spitzname von Phayom Chulanont - der Vater des späteren Armeechefs und Ministerpräsidenten Surayud Chulanont), doch auch "Kamerad Samanan" (Jaroen Wanngarn) wird als Führer der Partei genannt.

## Zusammensetzung
Waren es anfangs hauptsächlich Chinesen, die als Mitglieder der Kommunistischen Partei Siams (und später Thailands) geführt wurden, so änderte sich die ethnische Zusammensetzung nach dem Massaker vom 6. Oktober 1976. Nun traten vermehrt ethnische Thais in die Partei ein und bildeten bald die Mehrheit.
Auch andere ethnische Gruppen in Thailand wurden von der Kommunistischen Partei angezogen, unter ihnen die Hmong, von denen viele im Norden des Landes die Basis der Mitgliedschaft bildeten. Dies geschah im Gegensatz zu den Hmong in Laos, die ganz überwiegend antikommunistisch eingestellt waren.